# Клён Ширасавы
Клён Ширасавы (лат. Acer shirasawanum; яп. オオイタヤメイゲツ ooitayameigetsu) — вид деревьев рода Клён (Acer) семейства Сапиндовые (Sapindaceae). Естественно произрастает в Японии, в центре и на юге острова Хонсю (южнее префектуры Фукусима), островах Сикоку и Кюсю. Вид назван в честь японского ботаника Ясуйоши Ширасавы (яп. 白沢 保美; 1868–1947)

## Описание
Представляет собой большой листопадный куст или небольшое дерево, вырастающее до 8–15 м в высоту со стволом до 50 см в диаметре.
Кора гладкая у молодых и старых деревьев. Побеги тонкие и неопушённые.
Листья пальчатые, округлые, 4,5–8 см длиной и 6–12 см шириной, с 9–13 (изредка 7) зубчатыми неглубоко врезанными лопастями; неопушённые или слегка опушённые вначале белыми волосками; черешок 3–7 см длиной и неопушён. Осенью листья приобретают окраску от ярко-жёлтой до оранжевой и тёмно-красной.
Цветы 1 см в диаметре, с пятью тёмно-фиолетово-красными чашелистиками, пятью мелкими беловатыми лепестками, которые скоро опадают, и красными тычинками, цветы собраны по 10–20 в стоячие голые соцветия. Цветёт ранней весной вскоре после появления листьев; для этого дерева свойственна андромоноэция, на одном и том же растении находятся мужские и женские цветы или только мужские.
Плод — сдвоенная крылатка с орешками 5–10 см в диаметре с 20–25 мм крылышками, торчат над листьями, сначала ярко-красные, при созревании коричневые. Крылатки голые, расходятся под тупым углом. 
Этот вид можно отличить от близкородственных Acer japonicum (яп. ハウチワカエデ hauchiwakaede) и Acer sieboldianum (яп. コハウチワカエデ kohauchiwakaede) по неопушённым побегам; от A. sieboldianum также по красным, а не жёлтым цветам.

## Классификация

### Таксономия
Вид клён Ширасавы входит в род Клён (Acer) семейства Сапиндовые (Sapindaceae).
|  |                                      |  |                                                       |                                                       |                      |  | ещё 8 семейств (согласно Системе APG II) | ещё 8 семейств (согласно Системе APG II) |                   |  |  |  | ещё более 100 видов |
|  |                                      |  |                                                       |                                                       |                      |  | ещё 8 семейств (согласно Системе APG II) | ещё 8 семейств (согласно Системе APG II) |                   |  |  |  | ещё более 100 видов |
|  |                                      |  |                                                       | порядок Сапиндоцветные                                |                      |  |                                          |                                          | род Клён          |  |  |  |                     |
|  |                                      |  |                                                       | порядок Сапиндоцветные                                |                      |  |                                          |                                          | род Клён          |  |  |  |                     |
|  | отдел Цветковые, или Покрытосеменные |  |                                                       |                                                       | семейство Сапиндовые |  |                                          |                                          | вид Клён Ширасавы |  |  |  |                     |
|  | отдел Цветковые, или Покрытосеменные |  |                                                       |                                                       | семейство Сапиндовые |  |                                          |                                          |                   |  |  |  |                     |
|  |                                      |  | ещё 44 порядка цветковых растений (по Системе APG II) | ещё 44 порядка цветковых растений (по Системе APG II) |                      |  |                                          | ещё 140—150 родов                        | ещё 140—150 родов |  |  |  |                     |
|  |                                      |  |                                                       | ещё 44 порядка цветковых растений (по Системе APG II) |                      |  |                                          |                                          | ещё 140—150 родов |  |  |  |                     |

Иногда всё ещё используется старая классификация, согласно которой этот вид относили к Acer japonicum; некоторые экземпляры в культуре также ошибочно обозначаются как Acer japonicum.
Признано два подвида:
- Acer shirasawanum subsp. shirasawanum
- Acer shirasawanum subsp. tenuifolium

Синонимы включают в себя Acer japonicum var. microphyllum Siesmayer и Acer japonicum subsp. shirasawanum.

## Культивирование и использование
Выращивается в качестве декоративного дерева в садах из-за своей листвы и осенней расцветки, но намного реже, чем Клён дланевидный. Выведено много сортов; светлоокрашенный сорт 'Aureum' распространён очень широко, встречается в культуре намного чаще чем основной вид; размножается с помощью прививки на более зимостойкие и быстрорастущие виды клёна, в основном на Acer palmatum и Acer japonicum.

## Изображения

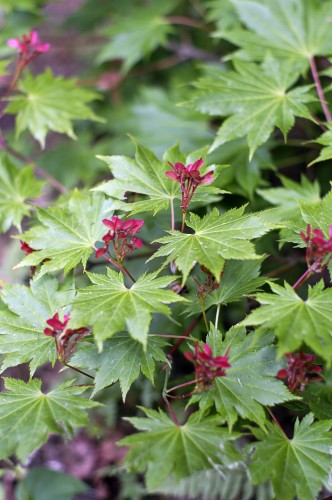
Листья и незрелые плоды
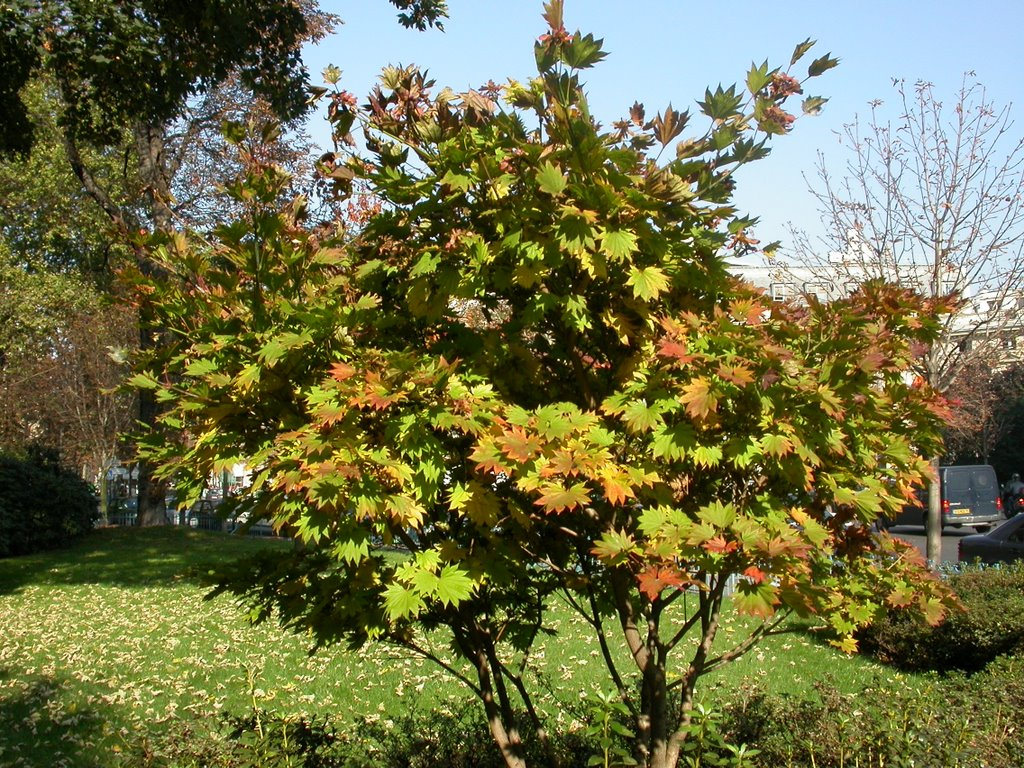
Общий вид дерева
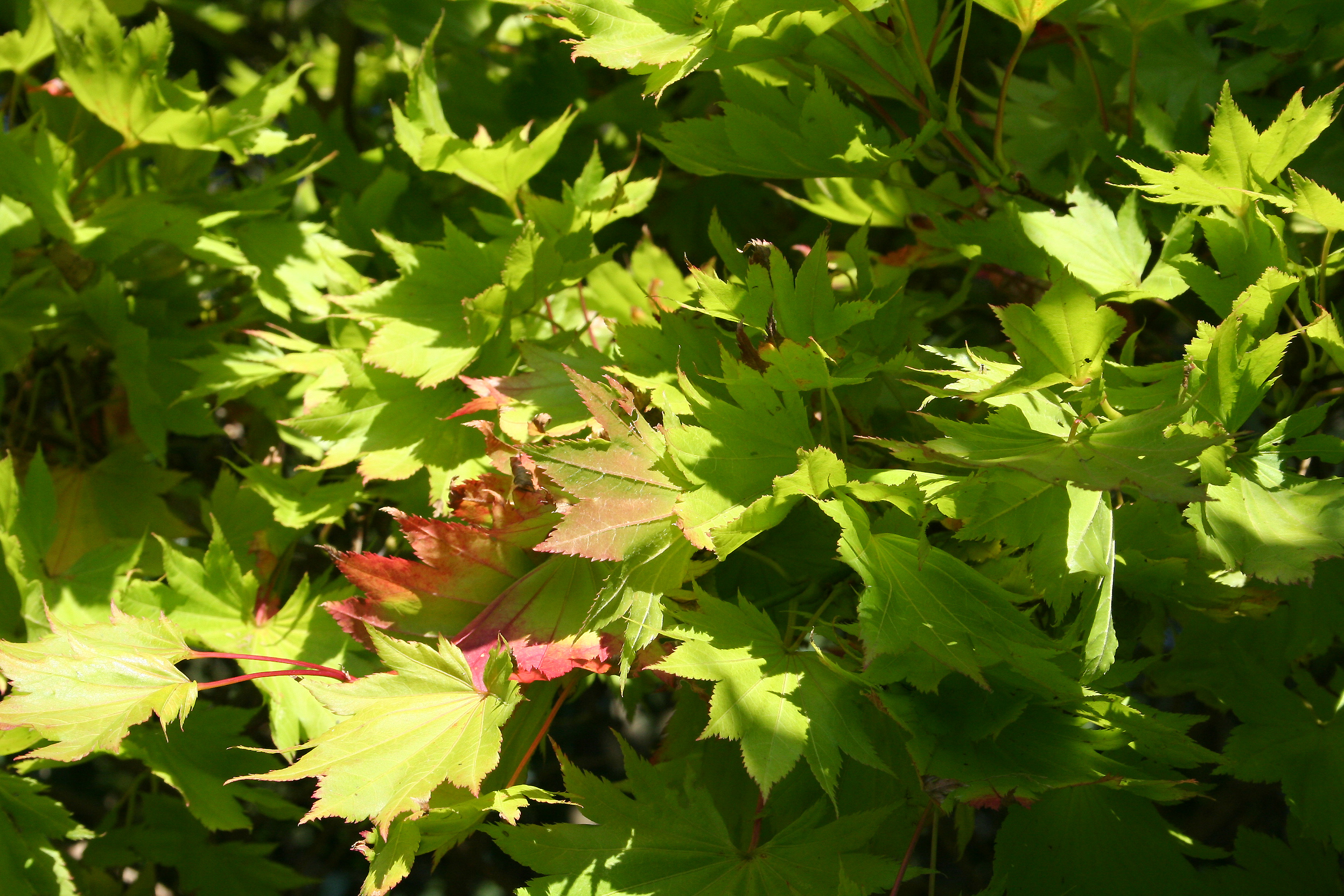
Сорт 'Aureum', осенняя листва
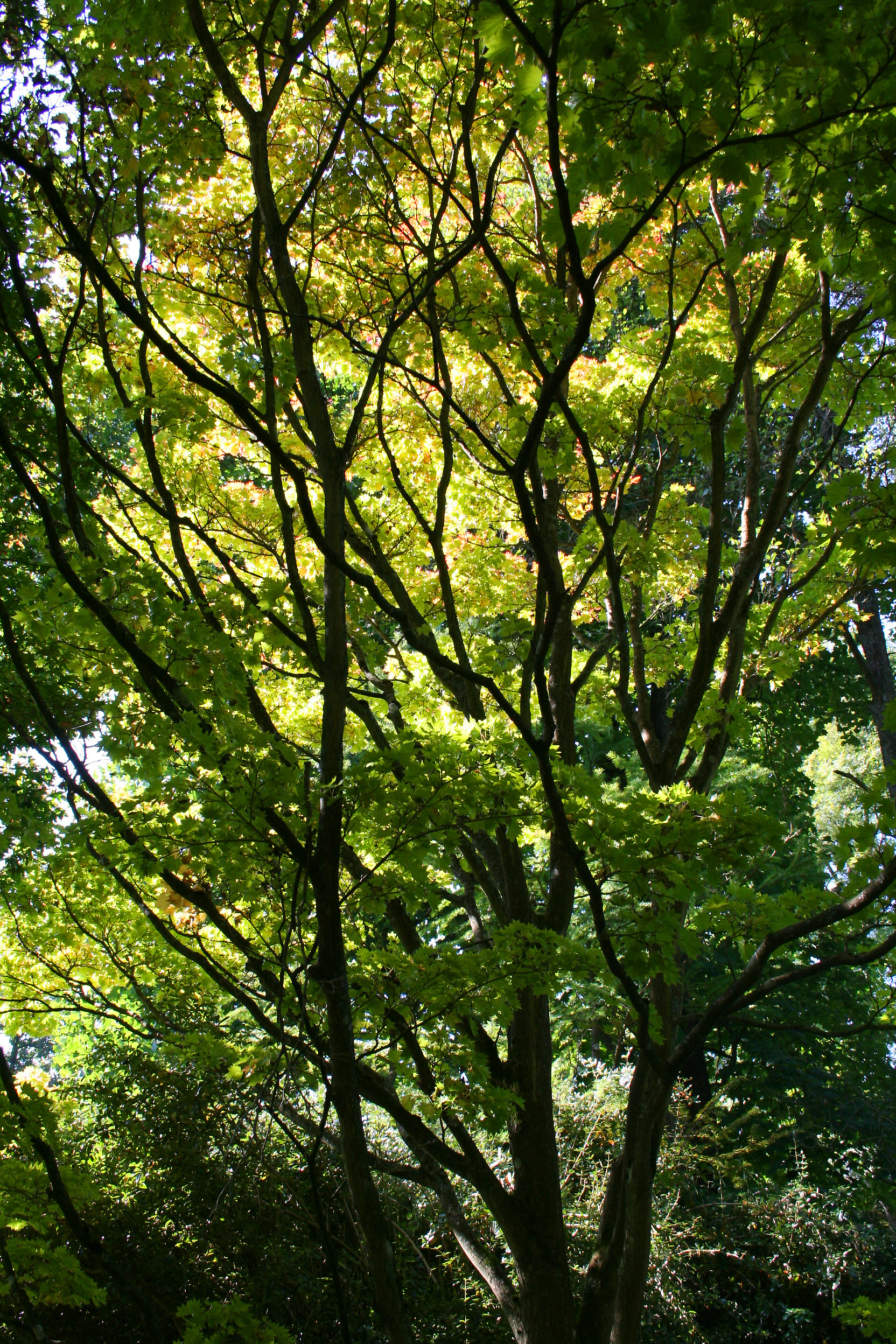
Сорт 'Aureum' в арборетуме Robert Lenoir Рондё (Бельгия)